# ذاكرة الجسد (علم زائف)

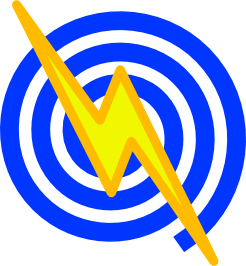

ذاكرة الجسد (بالإنجليزية: Body memory)‏ هي فرضية تقول بأن للجسم نفسه قدرة على تخزين الذكريات، وليس الدماغ فقط. وتنتمي هذه الفكرة إلى مجموعة العلوم الزائفة، وذلك لغياب أي دليل علمي يثبت قدرة أي نسيج في جسم الإنسان -بخلاف الدماغ- على تخزين الذكريات. وتستخدم فرضية ذاكرة الجسد لشرح وجود ذكريات لأحداث لم يكن الدماغ أثنائها في وضع يمكنّه من تخزين الذكريات. وغالبا ما ترتبط هذه الذكريات بأحداث مؤلمة وقعت في جزء أو عدة أجزاء من الجسم مما يجعل هذه الأجزاء المتألمة قادرة على تخزين الذكريات وإعادة استرجاعها من خلال الإحساسات الجسدية. وتحاول فرضية ذاكرة الجسد تفسير ذكريات ضحايا الاعتداءات الجنسية، فجسد الضحية هو ما يقوم بحفظ هذه الأحداث المؤلمة ثم إعادة استردادها من خلال الأحاسيس الجسدية. ومن الأفكار الأخرى التي تندرج تحت فرضية ذاكرة الجسد، هي إمكانية نقل الذكريات من شخص إلى آخر عن طريق التبرع بالأعضاء، فالعضو المُتبرع به يمكنه أن يحمل ذكريات الماضي إلى الشخص المستقبِل له . وفي تجربة أُجريت في جامعة تافتس، تم فيها قطع رؤوس بعض الديدان محتوية على أدمغتها، ومع ذلك احتفظت الديدان بقدرتها على استرجاع الذكريات والتدريبات السابقة، وذلك أثناء الفترة التي كانت تعمل فيها الديدان على إعادة تخليق رؤوسها من جديد، مما يوحي بوجود قدرات مماثلة لدى كائنات أخرى.

## الذاكرة الخلوية
الذاكرة الخلوية هي فرضية إضافية تنطوي على أنه يمكن تخزين الذكريات خارج الدماغ. ومع ذلك، فعلى عكس ذاكرة الجسد، ففرضية الذاكرة الخلوية ترى أن الذكريات يتم تخزينها في كل خلايا الجسم الإنسان، وليس في الأجهزة والأعضاء.
وفي التجربة التي أُجريت في جامعة تافتس، تم تدريب بعض الديدان وإكسابها بعض المهارات من خلال توجيهها نحو الضوء والفضاء المفتوح من أجل البحث عن الطعام، ثم تم قطع رؤوس هذه الديدان محتوية على أدمغتها. فاستطاعت الديدان استرجاع ذكرياتها عن التدريبات وإعادة تخليق أدمغتها من جديد في غضون أسابيع قليلة
وفي تجربة أجراها جيمس ماكونيل في الفترة ما بين 1950-1960، قام بتدريب مجموعة من الديدان المفلطحة للتحرك داخل متاهة، وقياس كم من الوقت استغرقت هذه الديدان لتعلم التحرك داخل المتاهة. ثم قام ماكونيل بفرم أجساد هذه الديدان وحولها إلى قطع صغيرة وأطعمها إلى مجموعة غير مدربة من الديدان الأخرى. وحسب ما قال جيمس أنه هذه المجموعة غير المدربة استطاعت إكمال المتاهة بشكل أسرع بالمقارنة مع الديدان الأخرى التي لم تتغذى على الديدان المدربة. ويعتقد جيمس أنه هذه التجربة تثبت شكلاً من أشكال الذاكرة الخلوية. ولكنه قد حدث وأن تبين لاحقًا أن جيمس كان يعمد إلى استخدام الصدمات الكهربائية في تدريبه للديدان في أول خطوة من التجربة لتجنب الأخطاء أثناء تحركهم داخل المتاهة. مما كان يسبب اندفاع كميات كبيرة من الهرمونات داخل اجساد الديدان وهو ما تبقى داخل اجسادها بعد موتها وانتقل للديدان التي تغذت عليها فيما بعد.
وتم تكرار تجارب مماثلة مع فئران تجارب تم تدريبها على التحرك داخل متاهة ثم قتلها وتقديمها كتغذية لفئران غير مدربة، فأظهرت الفئران الغير مدربة سرعة في تعلم التحرك داخل المتاهة.

## التشكيك في صحة هذه النظرية
وقد صرّحت طبيبة الأمراض النفسية سوزان إ. سميث (Susan E. Smith) في ورقتها البحثية المنشورة لأول مرة في مؤتمر عُقد عام 1993 عن «متلازمة الذاكرة الكذابة» قائلًة:
وأضافت:
.